# Emeka Anyaoku
Emeka Anyaoku (appelé également Chief Emeka Anayoku), né le 18 janvier 1933, est un diplomate nigérian qui fut le troisième Secrétaire général du Commonwealth (1990-2000).
Il est membre honoraire du Club de Rome.
Il fut président du WWF de 2001 à 2009.